# Катархей
Катархе́й (греч. κατἀρχαῖος — «ниже древнейшего», также хадей (англ. Hadean), хэдий, азой, антезой, преархей, приской) — геологический эон, интервал геологического времени, предшествовавший архею. Осадочные породы из катархея неизвестны, однако часть древней катархейской коры в виде основных и ультраосновных вулканических и интрузивных пород возрастом примерно 4,4 млрд лет была найдена в Канаде на восточном берегу Гудзонова залива.
Начался с образования Земли — около 4,567 миллиарда лет (4567,3 ±0,16 млн лет) назад. Верхняя граница проводится по времени 4031 ±3,0 млн лет назад. В современной геохронологической шкале он не разделён на эры и периоды.
На основании данных об изотопном и элементном составе пород Земля дифференцировалась на слои (кора, мантия и ядро) спустя примерно 35 млн лет после начала аккреции. Выделение тепловой энергии после многочисленных столкновений формирующейся планеты с крупными астероидами и в процессе радиоактивного распада короткоживущих изотопов позволяло поддерживать на поверхности слой расплавленной магмы, которая при высоком давлении и температуре разделялась на силикатный и железный расплавы. В значительной мере в Катархейский эон, а также во время Архея, относительно высокая температура поверхности и атмосферы поддерживалась за счёт радиоактивного распада радионуклидов, таких как калий-40, а также из-за высокой концентрации парниковых газов в атмосфере. Особо крупные астероиды могли вызывать образование океанов магмы глубиной до 400 км, что позволяло накапливаться железным расплавам (как более тяжёлым) на дне магматического слоя и опускаться внутрь планеты, наращивая ядро.
Большую роль в дальнейшем образовании планеты сыграло появление Луны. Гипотеза мега-импакта предполагает, и это хорошо согласуется с возрастом Луны, что спутник нашей планеты возник в результате столкновения по касательной Земли и крупного тела размером с Марс. В результате такого крупного столкновения, во-первых, изменился наклон земной оси (до 23°), во-вторых, произошло массовое плавление мантии с образованием магматического океана с глубиной до 700 км.

## Рельеф
По современным представлениям на поверхности Земли в катархейское время существовали крупные магматические плато, которые образовывались в процессе деятельности мантийных плюмов. Излияния лавы постоянно наращивали верхний слой формирующейся коры, а уже сравнительно остывшие и твёрдые элементы постоянно расплавлялись и перемешивались в процессе ударов астероидов.

## Эволюция системы Земля — Луна
Вскоре после начала катархея, 4,5 миллиарда лет назад, образовалась Луна, наиболее вероятно, что это произошло в ходе гигантского столкновения, расплавившего большие участки поверхности прото-Земли.
Сутки в то время длились 6 часов и приблизительно равнялись периоду обращения Луны, который очень быстро возрастал ввиду приливного взаимодействия в системе Земля-Луна, тем самым замедляя вращение Земли.
В начале катархея Луна находилась на границе предела Роша, то есть на расстоянии около 17 тысяч километров от Земли, но это расстояние быстро увеличивалось (поначалу со скоростью около 10 км/год). К концу катархея скорость удаления Луны от Земли снизилась до 4 см/год, а расстояние между ними в это время составляло около 150 тысяч километров.

## Атмосфера и океаны
В материале, из которого образовалась Земля, могло быть значительное количество воды. В процессе формирования планеты, когда она была менее массивной, молекулы воды преодолевали земную гравитацию с большей лёгкостью. Водород и гелий, как полагают, постоянно улетучиваются и по сей день из-за рассеивания атмосферы.
При ударном формировании Луны породы на одном или двух больших участках поверхности прото-Земли должны были расплавиться. Нынешний состав не соответствует полному плавлению, так как трудно полностью расплавить и смешать огромные массы горных пород. Тем не менее изрядная часть материала должна была испариться при таком воздействии, и из испарившихся горных пород вокруг молодой планеты появилась бы атмосфера. В течение двух тысяч лет испарившиеся горные породы конденсировались, в результате чего оставались горячие летучие вещества, которые, вероятно, образовали тяжёлую углекислую атмосферу с водородом и водяным паром. Жидкая вода океанов существовала, несмотря на поверхностную температуру 230 °C, из-за давления тяжёлой атмосферы, состоящей из углекислого газа. Охлаждение продолжалось, в атмосфере значительно снизилось количество углекислого газа из-за субдукции и растворения в воде океанов, но концентрация резко колебалась из-за новых движений земной коры и мантии.
При исследовании циркона обнаружили, что жидкая вода, возможно, существовала уже 4,4 миллиардов лет назад, вскоре после образования Земли. Если эта гипотеза верна, то время, когда Земля завершила переход от наличия горячей расплавленной поверхности и атмосферы, полной диоксида углерода, к состоянию во многом такому же, как сегодня, можно условно датировать примерно 4 миллиардами лет назад. Действие тектоники литосферных плит и океанов поглотило большое количество углекислого газа, устранив тем самым парниковый эффект, и привело к гораздо более прохладной температуре поверхности и формированию твёрдых пород и, возможно, даже жизни.